# 富田昌宏
富田 昌宏（とみた まさひろ、1947年9月 - ）は、日本の経済学者。神戸大学経済経営研究所教授を経て、同大学名誉教授。専門は国際通商。現在の研究課題はヨーロッパ・日本における近代海運の発展過程。

## 経歴

### 学歴
- 1966年3月 大阪府立北野高等学校卒業
- 1970年3月 神戸大学経済学部卒業
- 1974年3月 神戸大学大学院経済学研究科修士課程修了
- 1977年3月 神戸大学大学院経済学研究科博士課程後期課程単位修得退学

### 職歴
- 1977年4月 岡山商科大学商学部講師
- 1982年4月 岡山商科大学商学部助教授
- 1987年4月 神戸大学経済経営研究所助教授
- 1999年5月 神戸大学経済経営研究所教授
- 2012年4月 神戸大学名誉教授

### 活動
- 日本海運経済学副会長
- 日本交通学会評議員
- 社会経済史学会評議員
- 経営史学会評議員

## 主な著書
『海運論入門』（八千代出版 1985年）